# Varga Sándor (katona)
Varga Sándor (angolul: Alexander Varga) (Magyarország, 1836. — San Antonio, Texas, Amerikai Egyesült Államok, 1921. szeptember 24.) magyar származású amerikai polgárháborús katona a déliek oldalán.

## Élete
Apja Varga Benjámin, anyja Vida Magdaléna. Apja az 1848–49-es magyar szabadságharc bukása után emigrált az Egyesült Államokba, előbb Iowa államban telepedett meg, majd San Antónióban (Texas) nyeregkészítő műhelyet nyitott, össze tudott gyűjteni annyi pénzt, hogy ki tudta hozatni fiait, akik aztán az ő műhelyében segítkeztek. Varga Benjámin fiai közül négyen, köztük a legidősebb fiú, Varga János, s a fiatalabbak, Varga József, Varga Pál vettek részt az amerikai polgárháborúban a déliek oldalán, lakhelyükből adódóan harcoltak a déliekkel, hiszen Texas az Amerikai Konföderációs Államok közé tartozott. Varga Sándor önkéntesnek jelentkezett a 3. texasi gyalogezredbe, amelyet Luckett ezredének is neveztek.
A polgárháború vége után Varga Sándor visszament San Antónióba, ott önálló nyereg- és lószerszámkészítő műhelyet nyitott a város kereskedelmi központjában. Hamarosan megnősült, egy porosz származású nőt vett feleségül, házasságukból három gyermek született. 1891-től Varga Sándor egy nyeregkészítő vállalatot (Lone Saddlery Company) igazgatott, helyét később Leonel nevű fia töltötte be. Varga Sándort 1921-ben érte a halál, a San Antonió-i városi temetőben helyezték örök nyugalomra.